# Douglas Baronets
Als Douglas Baronetcies bezeichnet man sechs erbliche britische Adelstitel (Baronetcies), die an Personen mit dem Familiennamen Douglas verliehen wurden. Hiervon gehören zwei zur Baronetage of Nova Scotia, zwei zur Baronetage of Great Britain und zwei zur Baronetage of the United Kingdom.

## Verleihungen
Erstmals wurde am 28. Mai 1625 in der Baronetage of Nova Scotia der Titel Baronet, of Glenbervie in the County of Kincardine, für William Douglas, 4. Laird of Glenbervie, einen Enkel des William Douglas, 9. Earl of Angus, geschaffen. Der Titel ruht seit dem Tod des 7. Baronet am 28. November 1812.
Am 26. Februar 1668 wurde in der Baronetage of Nova Scotia der Titel Baronet, of Kelhead in Scotland, an James Douglas, einen Enkel des William Douglas, 1. Earl of Queensberry, geschaffen. Sein Ururenkel, der 5. Baronet, erbte beim kinderlosen Tod des William Douglas, 4. Duke of Queensberry, dessen zur Peerage of Scotland gehörenden Titel als 6. Marquess of Queensberry, 8. Earl of Queensberry, 6. Earl of Drumlanrig and Sanquhar, 8. Viscount of Drumlanrig, 6. Viscount (of) Nith, Torthorwald and Ross, 8. Lord Douglas of Hawick and Tibberis und 6. Lord Douglas of Kinmouth, Midlebie, and Dornock. Die Baronetcy ist seither bis heute ein nachgeordneter Titel des jeweiligen Marquess of Queensberry. Zudem wurde der 6. Marquess of Queensberry 1833 in der Peerage of the United Kingdom zum Baron Solway erhoben; dieser Titel erlosch bereits 1837, als der 6. Marquess kinderlos starb und seine übrigen Titel an seinen Bruder als 7. Marquess fielen.
Am 23. Januar 1777 wurde in der Baronetage of Great Britain der Titel Baronet, of Carr in the County of Perth, dem späteren Admiral und damaligen Captain der Royal Navy Charles Douglas verliehen, in Anerkennung seiner Leistungen beim Entsatz von Québec im Amerikanischen Unabhängigkeitskrieg. Der Titel erlosch beim kinderlosen Tod seines Urenkels, des 6. Baronet, am 5. November 1940.
Am 27. Juni 1786 wurde in der Baronetage of Great Britain der Titel Baronet, of Maxwell in the County of Roxburgh, für den Admiral und Politiker Sir James Douglas geschaffen. Sein Enkel, der 3. Baronet, ergänzte den Familiennamen um den der Familie seiner Gattin zu „Scott-Douglas“. Der Titel erlosch beim kinderlosen Tod des 6. Baronet am 16. Juli 1969.
Am 17. Juli 1801 wurde in der Baronetage of the United Kingdom der Titel Baronet, of Castle Douglas in the Stewartry of Kirkcudbright and of Newton-Douglas in the Shire of Wigton, an den Großgrundbesitzer und Industriellen William Douglas verliehen. Da dieser kinderlos blieb, erlosch der Titel bei dessen Tod im Juni 1809.
Zuletzt wurde am 30. September 1831 in der Baronetage of the United Kingdom der Titel Baronet, of Glenbervie in the County of Kincardine, für den Lieutenant-General der British Army Kenneth Mackenzie neu geschaffen, der einen Monat später seinen Familiennamen zu „Douglas“ änderte. Er war mütterlicherseits ein Enkel des 6. Baronet (of Glenbervie) der Verleihung von 1625. Der Titel erlosch als sein Urenkel, der 5. Baronet am 9. Juni 1986 ohne männliche Nachkommen starb.

## Liste der Douglas Baronets

### Douglas Baronets, of Glenbervie (1625)
- Sir William Douglas, 1. Baronet († um 1660)
- Sir William Douglas, 2. Baronet († um 1680)
- Sir Robert Douglas, 3. Baronet (⚔ 1692)
- Sir Robert Douglas, 4. Baronet (um 1662–1748)
- Sir William Douglas, 5. Baronet (um 1690–1764)
- Sir Robert Douglas, 6. Baronet (1694–1770)
- Sir Alexander Douglas, 7. Baronet (1738–1812)

### Douglas Baronets, of Kelhead (1668)
- Sir James Douglas, 1. Baronet (1639–1708)
- Sir William Douglas, 2. Baronet († 1733)
- Sir John Douglas, 3. Baronet († 1778)
- Sir William Douglas, 4. Baronet († 1783)
- Charles Douglas, 6. Marquess of Queensberry, 1. Baron Solway, 5. Baronet (1777–1837)
- John Douglas, 7. Marquess of Queensberry, 6. Baronet (1779–1856)
- Archibald Douglas, 8. Marquess of Queensberry, 7. Baronet (1818–1858)
- John Douglas, 9. Marquess of Queensberry, 8. Baronet (1844–1900)
- Percy Douglas, 10. Marquess of Queensberry, 9. Baronet (1868–1920)
- Francis Douglas, 11. Marquess of Queensberry, 10. Baronet (1896–1954)
- David Douglas, 12. Marquess of Queensberry, 11. Baronet (* 1929)

Titelerbe (Heir apparent) ist der Sohn des jetzigen Marquesses, Sholto Douglas, Viscount of Drumlanrig (* 1967).

### Douglas Baronets, of Carr (1777)
- Sir Charles Douglas, 1. Baronet (1727–1789)
- Sir William Douglas, 2. Baronet (1761–1809)
- Sir Howard Douglas, 3. Baronet (1776–1861)
- Sir Robert Douglas, 4. Baronet (1805–1891)
- Sir Arthur Douglas, 5. Baronet (1845–1913)
- Sir James Douglas, 6. Baronet (1859–1940)

### Douglas Baronets, of Maxwell (1786)
- Sir James Douglas, 1. Baronet (1703–1787)
- Sir George Douglas, 2. Baronet (1754–1821)
- Sir John Scott-Douglas, 3. Baronet (1792–1836)
- Sir George Scott-Douglas, 4. Baronet (1825–1885)
- Sir George Scott-Douglas, 5. Baronet (1856–1935)
- Sir James Scott-Douglas, 6. Baronet (1930–1969)

### Douglas Baronets, of Castle Douglas (1801)
- Sir William Douglas, 1. Baronet († 1809)

### Douglas Baronets, of Glenbervie (1831)
- Sir Kenneth Douglas, 1. Baronet (1754–1833)
- Sir Robert Douglas, 2. Baronet (1807–1843)
- Sir Robert Douglas, 3. Baronet (1837–1884)
- Sir Kenneth Douglas, 4. Baronet (1868–1954)
- Sir Sholto Douglas, 5. Baronet (1890–1986)